# Mini hidroelektrana Čakovec
Mini hidroelektrana Čakovec ili mHE Čakovec je mala hidroelektrana koja se nalazi u sklopu Hidroelektrane Čakovec na rijeci Dravi. mHE Čakovec ima jednu malu Kaplanovu turbinu snage 0,34 MW iz 1983. mHE Čakovec ima agregat (vodna turbina + generator) biološkog minimuma, a to znači da koristi male protoke koje velika HE Čakovec ne može iskoristiti. Prosječna godišnja proizvodnja električne energije je 2,2 GWh.

## Hidroelektrana Čakovec
Hidroelektrana Čakovec ili HE Čakovec je hidroelektrana smještena na rijeci Dravi, a najpoznatija je po tome što je prva hidroelektrana u Hrvatskoj s cijevnim turbinama u strojarnici. To je višenamjensko postrojenje koje koristi potencijal rijeke Drave za proizvodnju električne energije, štiti taj prostor od poplava, poboljšava opskrbu vodom i odvodnju, omogućuje gravitacijsko natapanje poljoprivrednih površina uz dovodni kanal, te omogućuje uvjete za razvoj športa i rekreacije. HE Čakovec se nalazi i u Međimurskoj i dijelom u Varaždinskoj županiji (dionica rijeke Drave Varaždin - Hrženica). HE Čakovec je derivacijska hidroelektrana s umjetnim jezerom (akumulacijom) za dnevno i djelomično tjedno uređenje dotoka. Ukupna instalirana snaga HE Čakovec je 76 MW (2 cijevna agregata x 38 MW iz 1982.). Uz HE Čakovec se nalazi i MHE Čakovec (Mala hidroelektrana Čakovec) koja ima jedan cijevni agregat snage 1,1 MW iz 1982. i mHE Čakovec (Mini hidroelektrana Čakovec) koja ima jednu malu Kaplanovu turbinu snage 0,34 MW iz 1983. Raspoloživi bruto konstruktivni pad vode je 17,5 metara. Ukupni instalirani volumni protok je 500 m3/s. Koristan obujam umjetnog jezera je 10,5 hm3. Srednja godišnja proizvodnja električne energije je 349 GWh, dok je masimalna proizvodnja bila 440 GWh (2009.). Normalni uspor umjetnog jezera je 168 metar nad morem.